# Taktiska kärnvapen

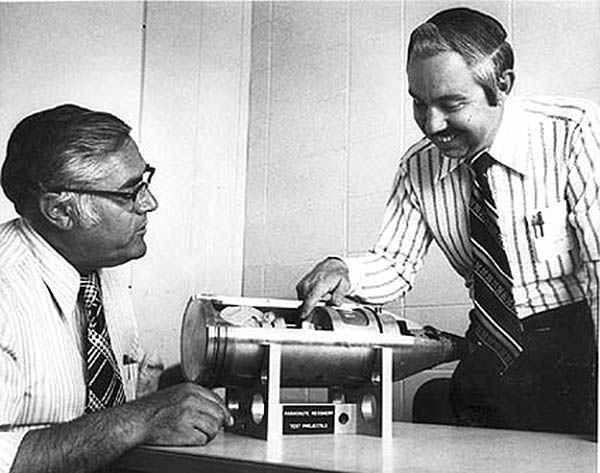
Amerikanska vapenutvecklare studerar en 155mm W48, designad för att användas med artilleri.

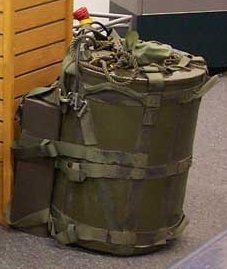
Ett taktiskt kärnvapen designat för att bäras av soldater.

Taktiska kärnvapen, (också kallade slagfältskärnvapen eller icke-strategiska kärnvapen), är en typ av kärnvapen som har kortare räckvidd och är mindre kraftfulla än de strategiska kärnvapen som är avsedda att avfyras över stora avstånd (t.ex. från en kontinent till en annan) och utplåna hela städer, regioner eller länder. Istället är de taktiska kärnvapnen tänkta att användas på slagfältet som en integrerad del av den övriga krigföringen.
Exempel på insats av taktiska kärnvapen skulle kunna vara angrepp för att utplåna större formationer av pansarfordon eller angrepp mot stora fartyg eller flottformationer. Som vapenbärare av taktiska kärnvapen kan användas raketer, torpeder, minor, artillerigranater eller flygbomber.

## Definition
Det finns ingen allmänt vedertagen definition om vad som utgör ett "taktiskt kärnvapen". Vissa definitioner utgår från vad ett taktiskt kärnvapen inte är, och jämför det med strategiska kärnvapen. Enligt Totalförsvarets forskningsinstitut skiljer sig strategiska och taktiska kärnvapen på följande sätt:
Det finns ingen heltäckande definition. Men grovt sett är strategiska vapen de som går att skjuta från en kontinent till en annan, och som fungerar avskräckande genom att visa att ’vi kan alltid nå er’. För USA:s och Rysslands del omfattas dessa vapen av bilaterala överenskommelser. Taktiska vapen är vapen som kan användas i vanliga vapensystem, där konventionella stridsspetsar byts ut mot kärnstridsspetsar.
Ett annat sätt att definiera ett taktiskt kärnvapen är att utgå från dess utmärkande drag, såsom sprängkraft, räckvidd och användningsområde. Taktiska kärnvapen anses ofta vara mindre kraftfulla än strategiska kärnvapen eftersom de generellt har lägre sprängkraft. En sådan definition riskerar dock att bli missvisande, eftersom även ett mindre taktiskt kärnvapen kan åstadkomma stor skada, både vad gäller explosionens kraft och det efterföljande radioaktiva nedfallet. Av den anledningen anses ofta det mest utmärkande draget för ett taktiskt kärnvapen vara dess relativt korta räckvidd, upp till 500 kilometer.